# Rotonda Antonelliana

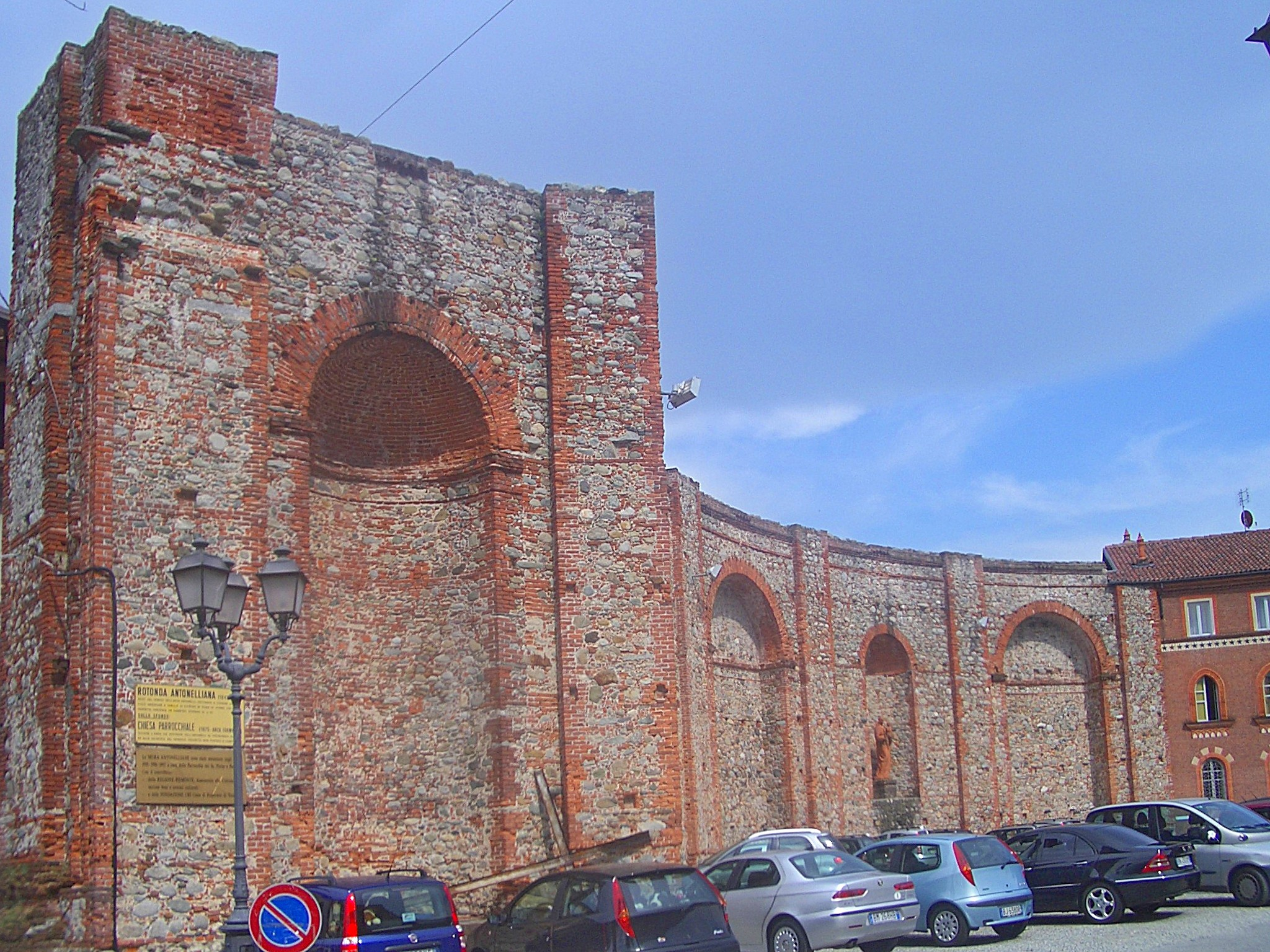
La rotonda Antonelliana

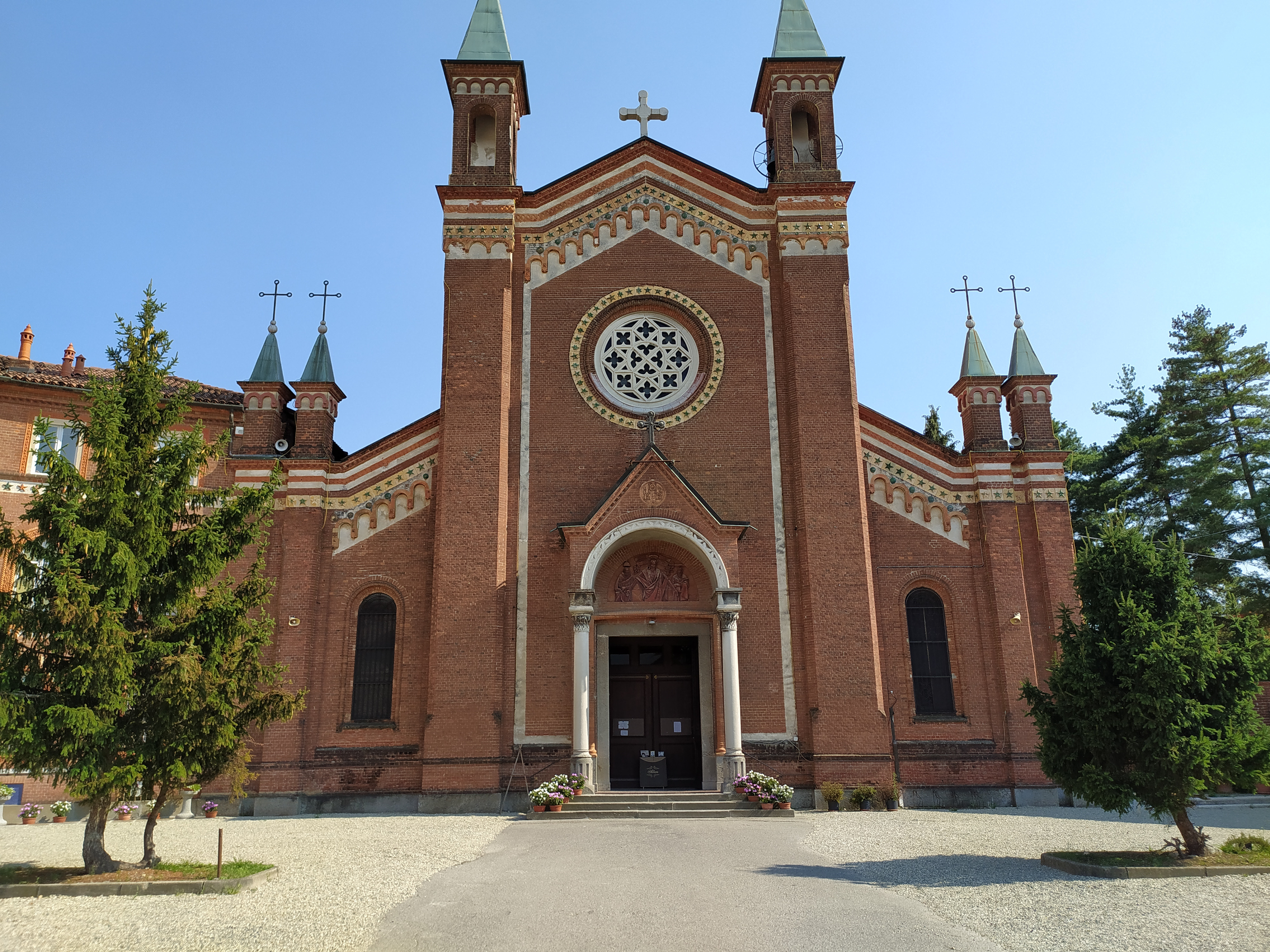
Facciata Chiesa SS. Pietro e Paolo, all'interno dello spazio della Rotonda

La Rotonda Antonelliana è quanto rimane del progetto dell'architetto Alessandro Antonelli di realizzare a Castellamonte (TO) una chiesa grande quasi come la basilica di San Pietro della Città del Vaticano.

## Storia
La costruzione dell'enorme edificio fu iniziata, con il sostegno della cittadinanza, nel 1842. Dopo la realizzazione delle mura perimetrali della chiesa e di parte delle colonne i lavori furono però abbandonati, nel 1846, a causa della mancanza di fondi.
Come soluzione di ripiego nello spazio che secondo il progetto originario doveva costituire il presbiterio dell'enorme chiesa venne costruita, in stile neogotico, l'attuale chiesa parrocchiale dedicata ai santi Pietro e Paolo. 
La realizzazione del nuovo edificio, progettato dall'architetto torinese Luigi Formento, fu portata a termine tra il 1871 e il 1875.

## Utilizzazione
Nello spazio definito dalla rotonda si svolgono ogni anno vari eventi pubblici tra i quali la Mostra della Ceramica.